# Frank Grillo
Frank Anthony Grillo (New York, 1965. június 8. –) amerikai színész.
Ismertebb filmjei közé tartozik a Warrior – A végső menet (2011), valamint a 2012-es Fehér pokol, Az utolsó műszak és a Zero Dark Thirty – A Bin Láden hajsza. Első filmes főszerepét a 2014-ben bemutatott A megtisztulás éjszakája: Anarchia című horrorfilmben kapta, mint Leo Barnes őrmester. A szerepet a 2016-os A megtisztulás éjszakája: Választási év című folytatásban is megismételte. További fontosabb alakítása volt Brock Rumlow / Halálfej a Marvel-moziuniverzumban játszódó Amerika Kapitány: A tél katonája (2014), Amerika Kapitány: Polgárháború (2016) és Bosszúállók: Végjáték (2019) című szuperhős-filmekben. 2017-ben a Wolf Warrior 2 negatív főszerepét kapta meg – a film minden idők legmagasabb bevételét érte el a nem Hollywoodban gyártott produkciók körében.
A filmezés mellett Grillo televíziós sorozatokban is aktív, egyik ismertebb szerepe Nick Savrinn volt A szökés című sorozatban.

## Fiatalkora
1965. június 8-án született New Yorkban, egy calabriai származású olasz-amerikai munkáscsaládban. Bronxban és a New York-i Rockland megyében nőtt fel. Grillo nyolcévesen birkózni, míg tizennyolc évesen bokszolni kezdett. 1991-ben Rickson Gracie oktatótól elkezdte megtanulni a brazil dzsúdzsucut, és barna öves lett. Grillo a New York Egyetemen szerzett üzleti diplomát, és egy évet töltött a Wall Streeten, mielőtt felkérték egy Miller Genuine Draft sörreklám elkészítésére. A The Fighter and the Kid című podcastben kijelentette, hogy olasz állampolgársággal rendelkezik.

## Magánélete
Első feleségét, Kathy-t 1991-ben vette el, a pár 1998-ban elvált. Született egy fiuk, Remy (1997. január).
1996-ban ismerkedett meg Wendy Moniz színésznővel a Vezérlő fény forgatásán. A pár 2000. október 28-án házasodott össze, és 2020 februárjában váltak el. Két fiuk van: Liam (2004. augusztus) és Rio (2008. január).
A New York Yankees rajongója.

## Filmográfia

### Film
| Év   | Magyar cím                              | Eredeti cím                         | Szerep                          | Magyar hang         |
| ---- | --------------------------------------- | ----------------------------------- | ------------------------------- | ------------------- |
| 1992 | A mambó királyai                        | The Mambo Kings                     | Machito                         |                     |
| 1993 |                                         | Deadly Rivals                       | Grogan                          |                     |
| 1996 | Halálos feladvány                       | Deadly Charades                     | Vince Carlucci                  |                     |
| 2002 |                                         | Simplicity (rövidfilm)              | General                         |                     |
| 2002 | Különvélemény                           | Minority Report                     | rendőr                          |                     |
| 2002 | Édes kis semmiség                       | The Sweetest Thing                  | Andy                            | Láng Balázs         |
| 2006 |                                         | April’s Shower                      | Rocco                           |                     |
| 2007 |                                         | Raw Footage (rövidfilm)             | Ben Chaffin                     |                     |
| 2008 |                                         | iMurders                            | Joe Romano                      |                     |
| 2009 | A zsaruk becsülete                      | Pride and Glory                     | Eddie Carbone                   | Karácsonyi Zoltán   |
| 2009 |                                         | Blue Eyes (Olhos Azuis)             | Bob Estevez                     |                     |
| 2010 | A sötétség határán                      | Edge of Darkness                    | Egyes ügynök                    | Fekete Zoltán       |
| 2010 |                                         | Mother's Day                        | Daniel Sohapi                   |                     |
| 2010 | Vedd a lelkem!                          | My Soul to Take                     | Paterson                        | Rajkai Zoltán       |
| 2011 | Warrior – A végső menet                 | Warrior                             | Frank Campana                   | Rajkai Zoltán       |
| 2012 | Fehér pokol                             | The Grey                            | John Diaz                       | Fekete Zoltán       |
| 2012 | Lady Vegas                              | Lay the Favorite                    | Frankie                         |                     |
| 2012 | Az utolsó műszak                        | End of Watch                        | őrmester                        | Szikszai Rémusz     |
| 2012 | Zero Dark Thirty – A Bin Láden hajsza   | Zero Dark Thirty                    | hadtest parancsnok              | Koncz István        |
| 2013 | Lekapcsolódás                           | Disconnect                          | Mike                            | Rajkai Zoltán       |
| 2013 | Elveszve Marokkóban                     | Collision (Intersections)           | Scott Dolan                     | Rajkai Zoltán       |
| 2013 | Harcban élve                            | Homefront                           | Cyrus Hanks                     | Maday Gábor         |
| 2014 | Amerika Kapitány: A tél katonája        | Captain America: The Winter Soldier | Brock Rumlow / Halálfej         | Makranczi Zalán     |
| 2014 | A megtisztulás éjszakája: Anarchia      | The Purge: Anarchy                  | őrmester                        | Fekete Zoltán       |
| 2015 |                                         | Demonic                             | Mark Lewis nyomozó              |                     |
| 2015 |                                         | Big Sky                             | Jesse                           |                     |
| 2016 | Amerika Kapitány: Polgárháború          | Captain America: Civil War          | Brock Rumlow / Halálfej         | Makranczi Zalán     |
| 2016 | A megtisztulás éjszakája: Választási év | The Purge: Election Year            | Leo Barnes őrmester             | Fekete Zoltán       |
| 2017 | A csőd szélén                           | The Crash                           | Guy Clifton                     | Czvetkó Sándor      |
| 2017 |                                         | Stephanie                           | Stephanie apja                  |                     |
| 2017 | Harcos Farkas 2.                        | Wolf Warrior 2 (Zhan lang II)       | Big Daddy                       |                     |
| 2017 |                                         | Wheelman                            | Wheelman                        |                     |
| 2017 |                                         | Beyond Skyline                      | Mark                            |                     |
| 2018 | Megtorlás                               | Reprisal                            | Jacob                           | Dolmány Attila      |
| 2018 |                                         | Donnybrook                          | Chainsaw Angus                  |                     |
| 2019 | Bosszúállók: Végjáték                   | Avengers: Endgame                   | Brock Rumlow / Halálfej (cameo) | Makranczi Zalán     |
| 2019 | Közvetlen célpont                       | Point Blank                         | Abraham "Abe" Guevara           | Barabás Kiss Zoltán |
| 2019 |                                         | Into the Ashes                      | Sloan                           |                     |
| 2019 | Fekete és kék                           | Black and Blue                      | Terry Malone                    | Kárpáti Levente     |
| 2019 |                                         | Hell on the Border                  | Bob Dozier                      |                     |
| 2020 | Jiu Jitsu – Harc a Földért              | Jiu Jitsu                           | Harrigan                        | Magyar Bálint       |
| 2021 |                                         | No Man's Land                       | Bill Greer                      |                     |
| 2021 |                                         | Body Brokers                        | Vin                             |                     |
| 2021 | Boss Level – Játszd újra                | Boss Level                          | Roy Pulver                      | Makranczi Zalán     |
| 2021 | Kozmikus bűn                            | Cosmic Sin                          | Eron Ryle tábornok              | Czvetkó Sándor      |
| 2021 | Sokkal több mint testőr 2.              | The Hitman's Wife's Bodyguard       | Bobby O'Neill                   | Makranczi Zalán     |
| 2021 |                                         | Ida Red                             | Dallas Walker                   |                     |
| 2021 |                                         | The Gateway                         | Duke                            |                     |
| 2021 | Zsaru butik                             | Copshop                             | Teddy Murretto                  | Makranczi Zalán     |
| 2021 |                                         | This Is the Night                   | Vincent Dedea                   |                     |
| 2022 | Széttört élet                           | Shattered                           | Sebastian                       | Rajkai Zoltán       |
| 2022 | Halál éjfél után                        | A Day to Die                        | Mason                           | Varga Gábor         |
| 2022 | Országút a paradicsomban                | Paradise Highway                    | Dennis                          | Dolmány Attila      |
| 2022 | A tengeri farkas hadművelet             | Operation Seawolf                   | Race Ingram parancsnok          | Mészáros András     |
| 2022 | Lamborghini − A férfi a legenda mögött  | Lamborghini                         | Ferruccio Lamborghini           | Dolmány Attila      |
| 2023 | Gyilkosok gyöngye                       | King of Killers                     | Jorg Drakos                     | Stohl András        |
| 2023 |                                         | Little Dixie                        | Alexander doktor                |                     |
| 2023 |                                         | The Resurrection of Charles Manson  | Robert                          |                     |
| 2023 |                                         | One Day as a Lion                   | Pauly Russo                     |                     |
| 2023 | MR-9: Ölni vagy halni                   | MR-9 : Do or Die                    | Roman Ross                      | Makranczi Zalán     |
| 2023 |                                         | Justice League: Warworld            | Faraday ügynök (hangja)         |                     |
| 2023 |                                         | Black Lotus                         | Saban                           |                     |
| 2024 | Sötét bunyó                             | Lights Out                          | Michael 'Duffy' Duffield        |                     |
| 2024 |                                         | Die Alone                           | Kai                             |                     |
| 2024 |                                         | Werewolves                          | Wesley Marshall                 |                     |
| 2024 | Harcban a rendszerrel                   | Hounds of War                       | Ryder                           | Makranczi Zalán     |
| 2025 | Superman                                | Superman                            | Rick Flag Sr.                   | Makranczi Zalán     |

### Televízió
| Év        | Magyar cím                               | Eredeti cím                       | Szerep                            | Megjegyzések                                    |
| --------- | ---------------------------------------- | --------------------------------- | --------------------------------- | ----------------------------------------------- |
| 1993      | Drága testek                             | Silk Stalkings                    | Franco LaPuma                     | 1 epizód                                        |
| 1996      |                                          | Poltergeist: The Legacy           | Jerry Tate                        | 1 epizód                                        |
| 1996–1999 | Vezérlő fény                             | Guiding Light                     | Hart Jessup                       | 74 epizód                                       |
| 1999      |                                          | Wasteland                         | Cliff Dobbs                       | 3 epizód                                        |
| 2000      |                                          | Battery Park                      | Anthony Stigliano                 | 7 epizód                                        |
| 2002–2003 |                                          | For the People                    | J.C. Hunter nyomozó               | 18 epizód                                       |
| 2002–2003 | The Shield – Kemény zsaruk               | The Shield                        | Paul Jackson rendőr               | 4 epizód                                        |
| 2002–2009 | Esküdt ellenségek: Különleges ügyosztály | Law & Order: Special Victims Unit | Frank Barbarossa / Mark Van Kuren | 2 epizód                                        |
| 2003      | Karen Sisco – Mint a kámfor              | Karen Sisco                       | Garrison Kick                     | 1 epizód                                        |
| 2004      | A körzet                                 | The District                      | Vince Dymecki                     | 1 epizód                                        |
| 2004      | Hunter: Győz az igazság                  | Hunter: Return to Justice         | Terence Gillette                  | tévéfilm                                        |
| 2005      | Hunter visszatér                         | Hunter: Back in Force             | Terence Gillette                  | tévéfilm                                        |
| 2005      | Vak igazság                              | Blind Justice                     | Marty Russo                       | - 13 epizód - magyar hangja: - Katona Zoltán    |
| 2005–2006 | A szökés                                 | Prison Break                      | Nick Savrinn                      | - 18 epizód - magyar hangja: - Holl Nándor      |
| 2006      | CSI: A helyszínelők                      | CSI: Crime Scene Investigation    | Gary Sinclair                     | 1 epizód                                        |
| 2006      |                                          | Hollis & Rae                      | Henry Callaway                    | tévéfilm                                        |
| 2007      | Nyomtalanul                              | Without a Trace                   | Neil Rawlings                     | 1 epizód                                        |
| 2007      | Las Vegas                                | Las Vegas                         | Jeremy Shapiro                    | 1 epizód                                        |
| 2007      | Kutyaszorítóban                          | The Kill Point                    | Albert Roman / Mr. Pig            | - 8 epizód - magyar hangja: - Weil Róbert       |
| 2007      | CSI: New York-i helyszínelők             | CSI: NY                           | Jimmie Davis                      | 1 epizód                                        |
| 2008      |                                          | The Madness of Jane               | Oliver Cornbluth                  | tévéfilm                                        |
| 2008      |                                          | Blue Blood                        | Quarry őrmester                   | tévéfilm                                        |
| 2010      | Titkok otthona                           | The Gates                         | Nick Monohan                      | 13 epizód                                       |
| 2011      | Piszkos csapat                           | Breakout Kings                    | Stoltz ügynök                     | 1 epizód                                        |
| 2013      | Mary és Martha                           | Mary and Martha                   | Peter                             | - tévéfilm: - magyar hangja: - Czvetkó Sándor   |
| 2014–2017 | Kingdom                                  | Kingdom                           | Alvey Kulina                      | 40 epizód                                       |
| 2018      |                                          | FightWorld                        | házigazda                         | Netflix dokumentumsorozat                       |
| 2020      | Milliárdok nyomában                      | Billions                          | Nico Tanner                       | visszatérő szereplő                             |
| 2021–     | Mi lenne, ha…?                           | What If...?                       | Brock Rumlow (hangja)             | - 4 epizód - magyar hangja: - Makranczi Zalán   |
| 2024      | Tulsa királya                            | Tulsa King                        | Bill Bevilaqua                    | - főszereplő - magyar hangja: - Szatmári Attila |
| 2024      | Különc Kommandó                          | Creature Commandos                | Rick Flag Sr. (hangja)            | - főszereplő - magyar hangja: - Varga Rókus     |

## Fordítás
- Ez a szócikk részben vagy egészben  a   Frank Grillo című angol Wikipédia-szócikk fordításán alapul.  Az eredeti cikk szerkesztőit annak laptörténete sorolja fel. Ez a jelzés csupán a megfogalmazás eredetét és a szerzői jogokat jelzi, nem szolgál a cikkben szereplő információk forrásmegjelöléseként.